# Renault Type DO, Type DP e Type EE
Le Type DO, DP ed EE sono tre autovetture di fascia alta prodotte tra il 1913 e il 1918 dalla casa automobilistica francese Renault.

## Profilo

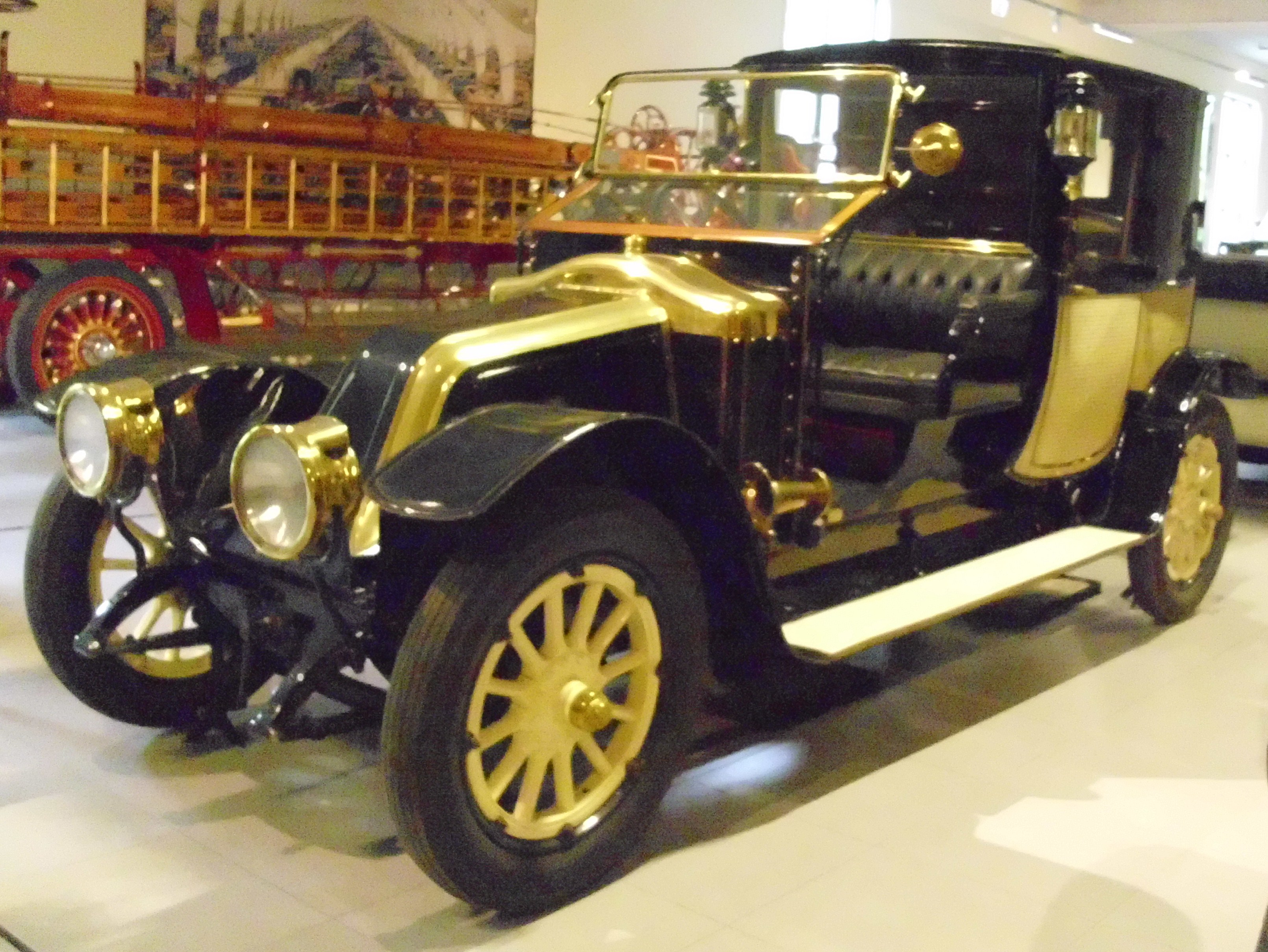
Renault Type DP

Queste tre vetture nascevano da un progetto comune, andavano a sostituire la Renault Type CE, condividevano lo stesso telaio e si rivolgevano a clientele simili. Disponibili sia come limousine che come coupé de ville, erano di dimensioni generose, arrivando a sfiorare i 5 metri di lunghezza.
Le Type DO ed EE erano equipaggiate da un motore a 6 cilindri da 5100 cm³ di cilindrata, mentre la Type DP, prodotta solamente tra il 1913 e il 1914, montava un 4 cilindri da 5020 cm³ di cilindrata.